# Вецумниеце, Вента
Ве́нта Ве́цумниеце (латыш. Venta Vecumniece; 3 декабря 1927, Даугавпилс — 27 мая 2017) — советский и латвийский режиссёр, актриса театра и кино. Латышская писательница. Как театральный режиссёр поставила около 85 спектаклей, сыграла более 100 ролей. Автор трёх пьес и двух книг. Лауреат ордена Трёх звёзд и кинонаграды «Большой Кристапс». Вента Вецумниеце внесена в Театральный золотой фонд.

## Биография
Родилась 3 декабря 1927 в Даугавпилсе в семье дирижёра гарнизонного оркестра. Окончила Даугавпилсской 2-ю основную школу, Екабпилсскую государственную коммерческую школу, затем Республиканскую торговый техникум. В 1949 году окончила II студию театра «Дайлес», затем продолжила работать в это же театре. Первая театральная роль — подросток Андрис в пьесе Анны Броделе «Золотая нива». В 1956 году окончила Московский государственный театральный институт. В 1959 году Вента Вецумниеце была избрана главным режиссёром Даугавпилсского театра. С 1956 по 1970 год работает в качестве режиссёра, ставит такие работы, как «Семья Стильяно» Эдуардо де Филиппо, «Маленькая студентка» Николая Погодина, «Вдова полководца, или Враги ничего не знают» Яниса Смулса, «У чёрного глухаря» Я. Лусиса и др.
С 2004 года принимала участие в сериалах «Цена безумия», «Пожар» и др. В 2011 году удостоена национальной кинопремии «Большой Кристапс» за роль барыни в фильме Яниса Стрейча «Наследство Рудольфа». В 2004 году получила пожизненную стипендию фонда государственного культурного капитала. В 2010 году награждена орденом Трёх звёзд. В 2012 году внесена в Театральный золотой фонд.
Скончалась 27 мая 2017 года. Похоронена на Лесном кладбище в Риге.

## Фильмография
- Мальчишки острова Ливов (1969)
- У богатой госпожи (1969)
- Соната над озером (1976)